# L'Hôpital-du-Grosbois
L'Hôpital-du-Grosbois is een gemeente in het Franse departement Doubs (regio Bourgogne-Franche-Comté) en telt 475 inwoners (2005). De plaats maakt deel uit van het arrondissement Besançon.

## Geografie
De oppervlakte van L'Hôpital-du-Grosbois bedraagt 7,8 km², de bevolkingsdichtheid is 60,9 inwoners per km².

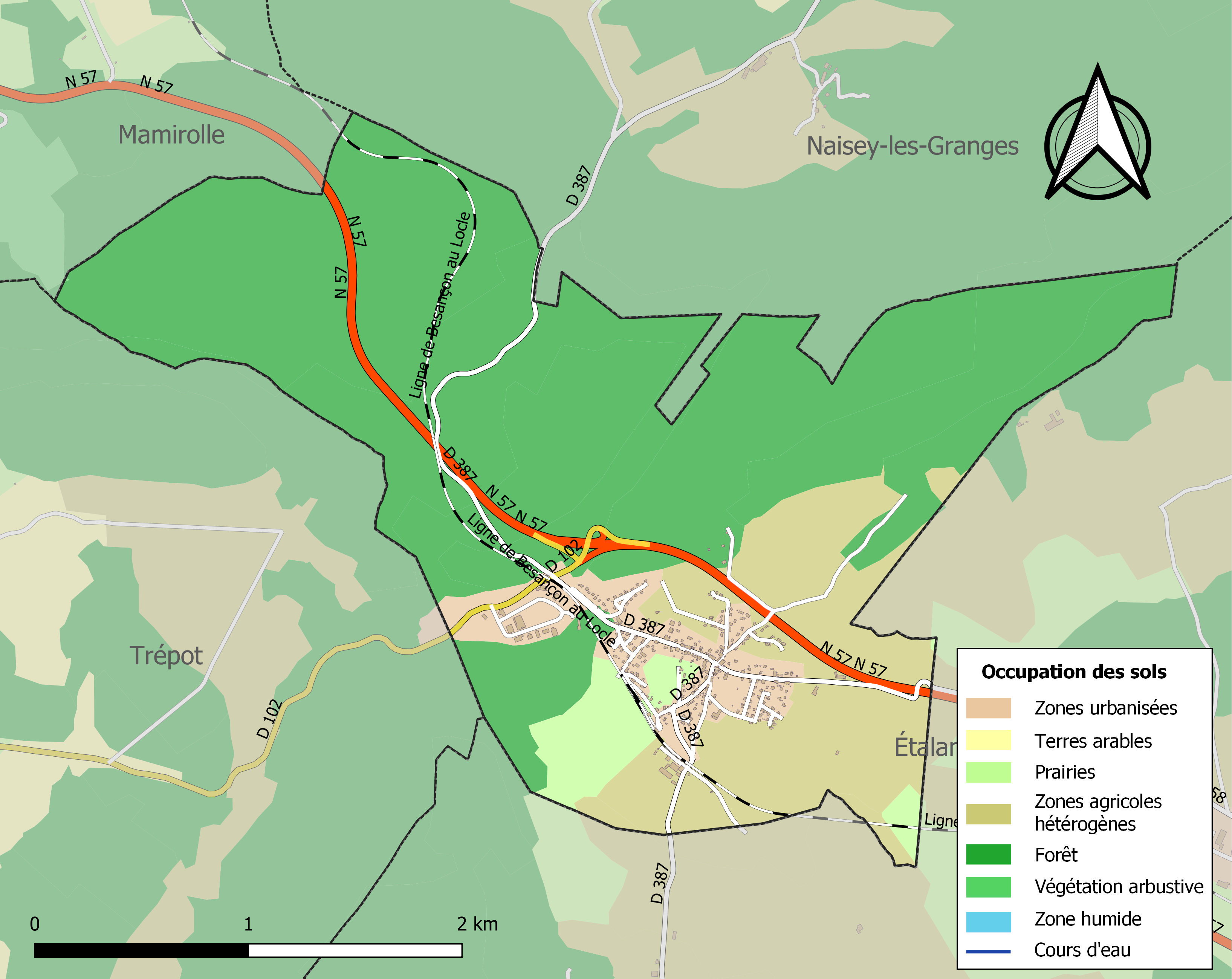
Kaart van de gemeente met de belangrijkste infrastructuur, bodemgebruik en omliggende gemeenten

## Verkeer en vervoer
In de gemeente ligt spoorwegstation L'Hôpital-du-Grosbois.

## Demografie
Onderstaande figuur toont het verloop van het inwonertal (bron: INSEE-tellingen).